# Australian Open 1985
L'Australian Open 1985 è stata la 74ª edizione dell'Australian Open e ultima prova stagionale dello Slam per il 1985. Si è disputato dal 25 novembre all'8 dicembre 1985 sui campi in erba del Kooyong Stadium di Melbourne in Australia. Il doppio misto non si è disputato.

## Risultati

### Singolare maschile
Stefan Edberg ha battuto in finale  Mats Wilander con il punteggio di 6–4, 6–3, 6–3

### Singolare femminile
Martina Navrátilová ha battuto in finale  Chris Evert con il punteggio di 6–2, 4–6, 6–2

### Doppio maschile
Paul Annacone /  Christo van Rensburg hanno battuto in finale  Mark Edmondson /  Kim Warwick con il punteggio di 3–6, 7–6, 6–4, 6–4

### Doppio femminile
Martina Navrátilová /  Pam Shriver hanno battuto in finale  Claudia Kohde Kilsch /  Helena Suková con il punteggio di 6–3, 6–4

### Doppio misto
Il doppio misto non è stato disputato tra il 1970 e il 1985.

## Junior

### Singolare ragazzi
Shane Barr ha battuto in finale  Stephen Furlong con il punteggio di 7–6, 6–7, 6–3

### Singolare ragazze
Jenny Byrne ha battuto in finale  Louise Field con il punteggio di 6–1, 6–3

### Doppio ragazzi
Brett Custer /  David Macpherson hanno battuto in finale  Petr Korda /  Cyril Suk con il punteggio di 7–5, 6–2

### Doppio ragazze
Jenny Byrne /  Janine Thompson hanno battuto in finale  Sally McCann /  Alison Scott con il punteggio di 6–0, 6–3

## Australian Open 1986
Nel 1986 non si è disputato il torneo perché fu spostato da dicembre al gennaio dell'anno successivo.